# Джани Моранди
Джани Моранди (на италиански: Gianni Morandi, роден Gian Luigi Morandi) е италиански певец. Започва кариерата си през 1962 година. През 1970 участва в конкурса на Евровизия с песента Occhi di ragazza (Очите на момичетата). Най-голям успех му носи песента от филма „Кръстникът“-Parla piu piano. Печели първа награда на фестивала в Сан Ремо през 1987, втора през 1995,  трета през 2000 и 2022 г.

## Биография
Джан Луиджи Моранди е роден в Монгидоро край Болоня на 11 декември 1944 г.